# Handsfree

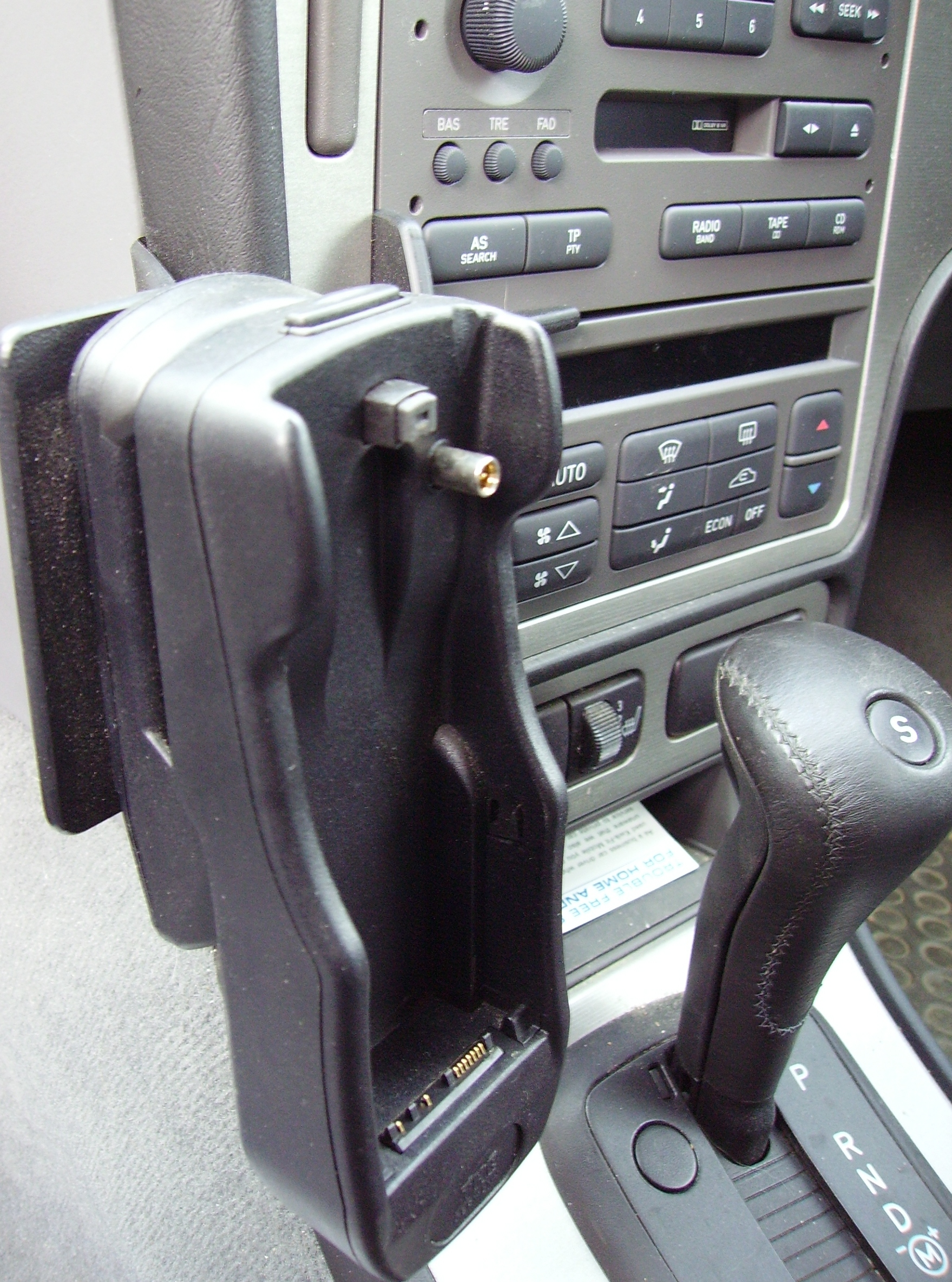
Handsfree

Jako handsfree (v českém překladu volné ruce) je označováno zařízení, jež umožňuje telefonovat mobilním telefonem takovým způsobem, že má telefonující volné ruce a může se věnovat např. řízení automobilu nebo jiné činnosti.

## Podoba
Handsfree má několik podob. Nejčastěji je zařízení využíváno patrně v automobilech. Zpravidla je v automobilu instalován držák, který je napojen na elektroniku audiosystému automobilu. Mobilní telefon se zasune do držáku a telefonický hovor se přepne např. do reproduktorů autorádia. Telefonující řidič se tak může věnovat řízení vozidla, aniž by držel mobilní telefon v ruce, což odpovídá zákonu 361/2000 Sb. „Řidič nesmí ... při jízdě vozidlem držet v ruce nebo jiným způsobem telefonní přístroj nebo jiné hovorové nebo záznamové zařízení“ (§ 7, odst. 1, písm. c).
Jinou formou handsfree je sluchátko s mikrofonem, které se nasazuje na ucho. Sluchátko většinou komunikuje s mobilním telefonem pomocí technologie Bluetooth. V této podobě se handsfree využívá nejen v automobilech, ale při veškerých činnostech, při nichž je držení telefonu přítěží.
Dříve byla obvyklá komunikace zařízení handsfree s telefonem prostřednictvím kabelu.